# Colpes (Ambato)
Colpes es una localidad argentina de la provincia de Catamarca, dentro del Departamento Ambato.

## Población
Cuenta con 62 habitantes (Indec, 2001), lo que representa un descenso del 3,12% frente a los 64 habitantes (Indec, 1991) del censo anterior.
- Datos: Q5149280